# کیک رنگین‌کمانی

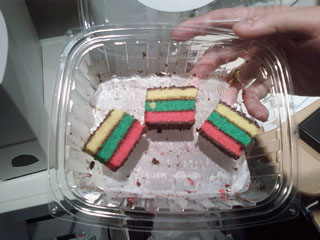
کلوچه‌های رنگین کمان

کیک رنگین کمانی می‌توانند به تعدادی از انواع شیرینی‌های رنگین کمانی اشاره کنند ولی به‌طور کلی، این عنوان به نوعی کیک لایه‌ای رنگی گفته می‌شود.

## تاریخچه
کلوچه‌های رنگین کمان یک نوع دسر معمول یهودی است. از آنجا که پناهندگان یهودی از اروپای شرقی در اوایل قرن بیستم اغلب به‌طور دسته جمعی در نیویورک مستقر شدند، آنها اغلب در مناطقی اسکان داشتند که جمعیت ایتالیایی نیز داشتند. در این مرحله بود که یهودیان آمریکایی با کیک رنگین کمان آشنا شدند. کیک رنگین کمان اصلی با کره تهیه شده و طرحی مانند پرچم ایتالیا در رنگ‌های سفید، قرمز و سبز داشت. آمریکایی‌های یهودی، این کیک را متناسب با قواعد غذایی کوشر تهیه و کره مارگارین را جایگزین کره گاوی کردند.

## محبوبیت در جامعه یهودیان
کلوچه‌های رنگین کمان در جامعه یهودیان آمریکایی محبوب بوده و معمولاً در دسته غذاهای سنتی یهودیان قرار می‌گیرند و می‌توان آنها را در فروشگاه‌های کوشر و دیگر نانوایی‌های یهودی در سراسر ایالات متحده، به ویژه در شمال شرقی ایالات متحده یافت. آنها یک کلوچه رایج هستند که در صبحگاه شبات در کنیسه‌های سراسر آمریکا سرو می‌شوند. نسخه‌های دیگری از کلوچه‌های رنگین کمان برای عید پسح نیز وجود دارد که به دلیل ممنوعیت استفاده از خمیرمایه در این تعطیلات، با مصا یا آرد بادام ساخته می‌شوند.
کلوچه‌های رنگین کمان نیز در فصل تعطیلات یک غذای محبوب است و به جای رنگ‌های رنگین کمانی سنتی، برای جشن حننوکا به رنگ‌های آبی و سفید تهیه می‌شوند.

## نامهای دیگر
اگرچه اغلب در بیشتر قاره ایالات متحده آمریکا به راحتی کلوچه‌های رنگین کمان نامیده می‌شود، اما برخی از نام‌های محلی برای این نوع خاص عبارتند از:
- کلوچه ناپلئون[۹]
- کیک هفت لایه[۱۰][۱۱]
- کوکی‌های هفت لایه[۱۲]
- کوکی‌های سه رنگ[۱۳]
- کلوچه‌های ونیزی[۱۴]